# ويليام إف. تراين
ويليام إف. تراين (بالإنجليزية: William F. Train)‏ هو عسكري أمريكي، ولد في 23 يناير 1908 في سافانا في الولايات المتحدة، وتوفي في 27 نوفمبر 2006 في سان ماتيو في الولايات المتحدة.